# Montagnana
Montagnana är en ort och kommun i provinsen Padova i regionen Veneto i Italien. Kommunen hade 9 024 invånare (2018).